# Limonia woosnami
Limonia woosnami är en tvåvingeart som först beskrevs av Alexander 1920.  Limonia woosnami ingår i släktet Limonia och familjen småharkrankar. Inga underarter finns listade i Catalogue of Life.